# Mona Løseth
 Mona Løseth (Ålesund, 11 april 1991) is een Noorse voormalige alpineskiester. Ze nam tweemaal deel aan de Olympische Winterspelen, maar behaalde geen medaille.

## Carrière
Løseth maakte haar wereldbekerdebuut reeds op 17-jarige leeftijd in januari 2009 tijdens de slalom in Zagreb. Ze stond nooit op het podium van een wereldbekerwedstrijd. In 2010 werd ze wereldkampioene bij de junioren op de reuzenslalom.
Amper enkele weken later nam Løseth deel aan de Olympische Winterspelen. Als beste resultaat behaalde ze een dertiende plaats op de supercombinatie.

## Resultaten

### Titels
Jeugdwereldkampioene reuzenslalom – 2010
Noors kampioene slalom – 2009
Noors kampioene super G – 2010
Noors kampioen reuzenslalom – 2010

### Olympische Spelen
| Jaar | Plaats    | Resultaten                                                    |
| ---- | --------- | ------------------------------------------------------------- |
| 2010 | Vancouver | 13e Supercombinatie 21e Super G DNF1 Reuzenslalom DNF2 Slalom |
| 2014 | Sotsji    | 16e Slalom 27e Reuzenslalom                                   |

### Wereldkampioenschappen
| Jaar | Plaats      | Resultaten                   |
| ---- | ----------- | ---------------------------- |
| 2009 | Val d'Isère | DNF Slalom                   |
| 2013 | Schladming  | 25e Reuzenslalom DNF2 Slalom |

### Wereldbeker

#### Eindklasseringen
| Seizoen   | Algm | SL  | RS  | SC  |
| --------- | ---- | --- | --- | --- |
| 2008/2009 | 114e | 50e | -   | -   |
| 2009/2010 | 75e  | 33e | 36e | 35e |
| 2012/2013 | 105e | -   | 44e | -   |
| 2013/2014 | 87e  | 44e | 41e | -   |